# 9K115-2 Metis-M

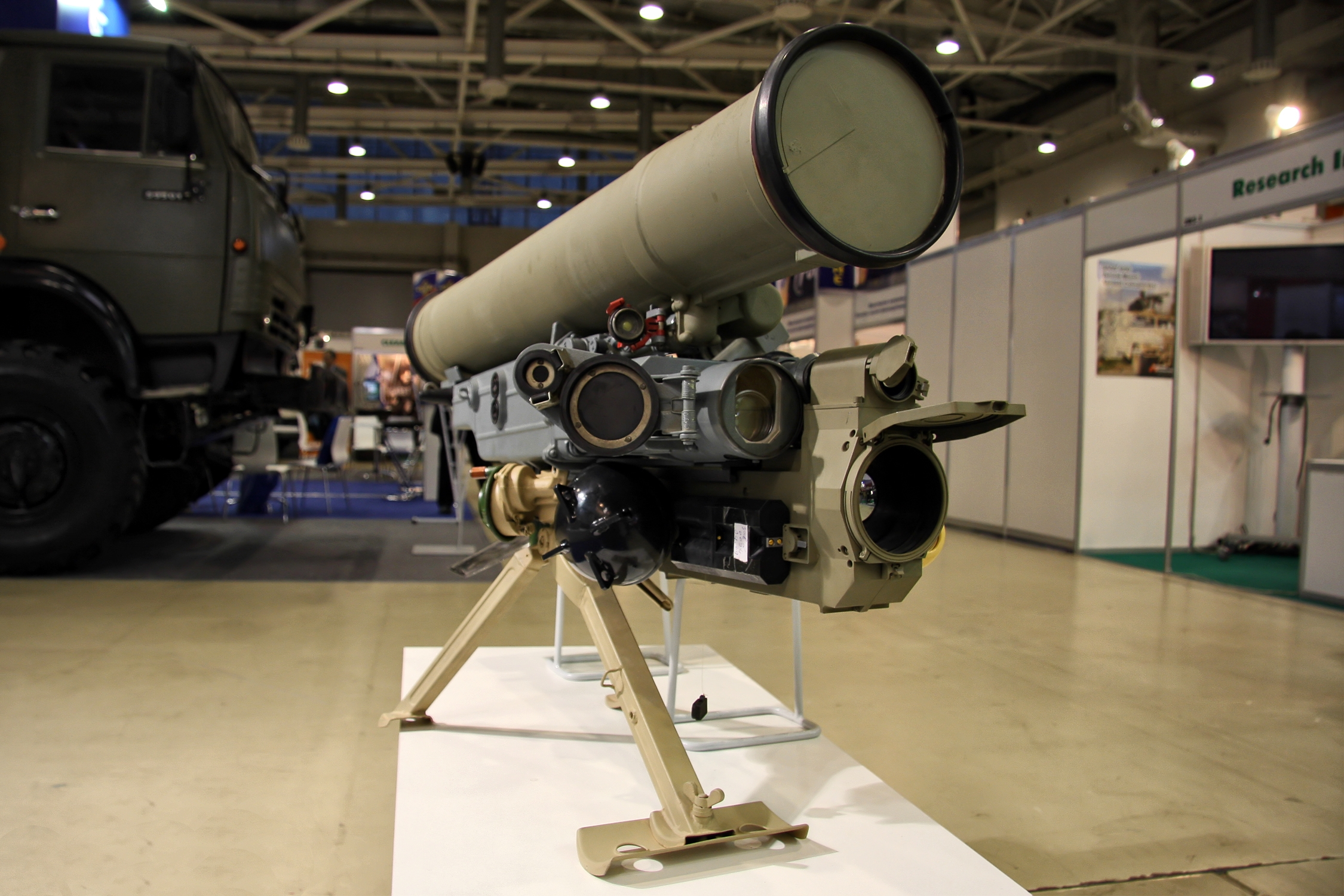
Komplet Metis-M1

 9K115-2 Metis-M (v kódu NATO AT-13 Saxhorn-2) je ruská protitanková řízená střela. Řízená třela nese označení 9M131. Jedná se o protitankový raketový komplet krátkého dosahu s poloautomatickou naváděcí soustavou (typu SACLOS) a přenosem řídících povelů prostřednictvím vodiče.
Vyvinut byl zdokonalením protitankového kompletu Metis, od kterého se liší novou PTŘS 9M131 s tandemovou kumulativní hlavicí, která má výrazně větší účinnost (průbojnost vzrostla z 460 na 900 mm homogenního pancíře). Kromě toho má zvýšený dosah o 500 m. Ve výzbroji je od počátku devadesátých let 20. století.
K ničení nepancéřovaných cílů byla vyvinuta střela s termobarickou hlavicí.

## Technická data
- Délka střely: 980 mm
- Průměr těla střely: 130 mm
- Hmotnost střely: 13,8 kg
- Účinný dostřel: minimální 80 m, maximální 1500 m
- Typ bojové hlavice: kumulativní tandemová, termobarická